# Jade (film)
Pour les articles homonymes, voir Jade (homonymie).
Pour plus de détails, voir Fiche technique et Distribution.
Jade est un film américain réalisé par William Friedkin et sorti en 1995.

## Synopsis
David Corelli, jeune et ambitieux assistant du procureur à San Francisco, est appelé sur une scène de crime. Le corps du millionnaire Kyle Medford est retrouvé, atrocement mutilé. Ce dernier, collectionneur d'art et maître chanteur aux goûts décadents, était connu pour ses nombreuses partenaires féminines. Dans le coffre-fort de la victime, les enquêteurs découvrent une photo compromettante du gouverneur Lew Edwards, en rendez-vous galant avec une prostituée de luxe, Patrice Jacinto. Au cours de son interrogatoire, cette dernière livre à Corelli le nom d'une autre amie intime d'Edwards, Jade. Cette mystérieuse jeune femme, que Patrice décrit comme une insatiable nymphomane, aurait eu, par l'entremise de Medford, des aventures avec certains notables les plus en vue de San Francisco. Des indices troublants orientent Corelli vers son ancienne petite-amie Trina. Cette dernière est aujourd'hui mariée à Matt Gavin.
Juste avant un rendez-vous avec David Corelli dans un restaurant, Patrice est assassinée avant d'avoir identifié Jade. Elle est percutée par Ford Thunderbird noire. Corelli, témoin direct du meurtre, poursuit en vain le véhicule. Les inspecteurs découvrent par la suite que les Gavin possèdent une voiture similaire et soupçonnent donc Katrina d'avoir tué Patrice. Ils trouvent ensuite le véhicule utilisé, abandonné, suggérant qu'en réalité, quelqu'un essaie de piéger Katrina. Celle-ci est de nouveau interrogée et on lui montre la sextape. Son mari Matt, en sa qualité d'avocat, met fin à l'interrogatoire avant qu'elle ne puisse expliquer pleinement son implication. De retour à leur domicile, Trina admet à son mari qu'elle a eu des relations sexuelles avec l'homme sur la cassette, en partie grâce à sa connaissance des nombreuses affaires de Matt.
Trina se rend ensuite visite chez Corelli et tente en vain de le séduire. Elle admet s'être sentie libérée sexuellement en couchant avec plusieurs hommes. Pendant ce temps, le seul témoin permettant d'identifier Trina — un homme nommé Henderson — est retrouvé assassiné. Corelli informe les inspecteurs sur les lieux du crime que Trina n'a pas pu le tuer car il était avec elle à ce moment-là. De retour à son appartement, Corelli est confronté à Matt, très en colère, qui le menace d'une arme et l'accuse d'avoir couché avec Katrina. Corelli nie et persuade Matt que la vie de sa femme est en danger. Ils se précipitent vers la maison des Gavin, où les inspecteurs Hargrove et Callendar, accompagnés de Bill Barrett (le bras-droit du gouverneur Lew Edwards) sont venus tuer Trina et rechercher les photos incriminantes du gouverneur. Callendar est abattu par Matt, mais Barrett parvient à s'échapper. Pendant ce temps, Hargrove tente de tuer Trina. Corelli et Matt arrivent et Hargrove est abattu par Matt.
Plus tard, dans le bureau du gouverneur, Corelli tente d'obtenir la garantie que Trina ne sera pas importunée, en tirant parti de sa possession des photographies. Le gouverneur nie avoir eu connaissance des actions de Hargrove ou de Callendar, mais insinue qu'ils agissaient tous deux en son nom. Alors qu'elle se prépare à se coucher à la maison, Trina trouve des photographies d'elle en train de faire l'amour, disposées dans sa salle de bain. Matt admet à sa femme qu'il a tué Medford, certain qu'il finirait par les faire chanter tous les deux. Il dit ensuite à Katrina de lui « présenter Jade » la prochaine fois qu'ils feront l'amour.

## Fiche technique
Sauf indication contraire, les informations mentionnées dans cette section peuvent être confirmées par la base de données cinématographiques IMDb,  présente dans la section « Liens externes ».
- Titre original et français : Jade
- Réalisation : William Friedkin
- Scénario : Joe Eszterhas
- Musique : James Horner, d'après la chanson de Loreena McKennitt
- Photographie : Andrzej Bartkowiak
- Décors : Alex Tavoularis
- Montage : Augie Hess
- Costumes : Marilyn Vance
- Production : Robert Evans, Craig Baumgarten, Christine Peters et Gary Adelson
- Producteurs délégués : Joe Eszterhas (non crédité), William J. MacDonald
  - Coproducteur : George Goodman
- Sociétés de production : Paramount Pictures et Robert Evans Company
- Distribution : Paramount Pictures (États-Unis), United International Pictures (Belgique, France)
- Budget : 50 millions de dollars[1]
- Pays de production :  États-Unis
- Langue originale : anglais
- Format : couleur - 2.35:1 - 35 mm - son : DTS / Dolby Digital / SDDS
- Genre : thriller érotique, drame, policier
- Durée : 91 minutes
- Dates de sortie[2] :
  - États-Unis : 13 octobre 1995
  - France : 29 novembre 1995
- Classification[3] :
  - États-Unis : R
  - France : interdit aux moins de 12 ans

## Distribution
- David Caruso (VF : Vincent Violette) : David Corelli
- Linda Fiorentino (VF : Francine Laffineuse) : Anna Katrina "Trina" Gavin
- Chazz Palminteri (VF : Jean-François Aupied) : Matt Gavin
- Richard Crenna (VF : Gabriel Cattand) : le gouverneur Lew Edwards
- Michael Biehn (VF : Patrick Borg) : Bob Hargrove
- Donna Murphy (VF : Véronique Augereau) : l'inspectrice Karen Heller
- Ken King (VF : Jean-Claude Sachot) : Peter Vasko
- Holt McCallany (VF : Olivier Cuvellier) : Bill Barrett
- David Hunt (en) : l'inspecteur Pat Callendar
- Angie Everhart (VF : Déborah Perret) : Patrice Jacinto
- Kevin Tighe (VF : Patrick Messe) : le procureur Arnold Clifford
- Jay Jacobus (VF : Yves Barsacq) : Justin Henderson
- Victoria Smith : Sandy
- Victor Wong : M. Wong

## Production
Le rôle de David Corelli a d'abord été propose à Warren Beatty, qui l'a refusé. Kenneth Branagh était quant à lui le premier choix pour incarner Matt Gavin. De nombreuses actrices ont été envisagées pour le rôle de Trina parmi lesquelles Julia Roberts, Sharon Stone, Julianne Moore, Jodie Foster, Michelle Pfeiffer, Meg Ryan, Andie MacDowell, Madonna, Kim Basinger, etc. J. T. Walsh a quant à lui été pressenti pour le rôle du gouverneur. Le film marque par ailleurs les débuts au cinéma de Donna Murphy.
Ken King, qui incarne l'inspecteur Petey Vasko, était à l'époque du film membre du San Francisco Police Department. Il a également officié comme consultant sur le film. D'autres figurants, comme John Loftus, étaient également de vrais policiers au moment du film.
Le tournage a lieu de janvier à mai 1995. Il se déroule à San Francisco (parc du Golden Gate, Nob Hill, Chinatown, Palace of Fine Arts, San Francisco War Memorial Opera House, North Beach, Hall of Justice, Marina District, Lombard Street), Los Angeles (Palais des congrès, Lacy Street Production Center, Downtown Los Angeles).

## Musique
La musique du film est composée par James Horner, d'après une chanson de Loreena McKennitt. Ses compositions s'inspirent également du ballet Le Sacre du printemps d'Igor Stravinsky.

## Accueil
Dans son autobiographie, le scénariste Joe Eszterhas a avoué détesté le film. William Friedkin a tellement modifié son scénario qu'il avait menacé de retirer son nom du générique. Paramount aurait signé un « accord de scénario aveugle » d'une valeur de 2 à 4 millions de dollars. Plus tard, le réalisateur admettra avoir pratiquement réécrit le scénario mais qu'il aimait beaucoup son film,,,

## Versiondirector's cut
Une version unrated director's cut, comportant des scènes supplémentaires et des séquences sexuelles plus explicites, a été éditée en VHS. Elle contient environ 12 minutes supplémentaires.

## Clins d’œil
Dans trois films dont le scénario est Joe Eszterhas un personnage porte le patronyme de Corelli. David Corelli est joué par David Caruso dans ce film. Dans Basic Instinct (1992), Wayne Knight incarne John Corelli. Dans Sliver (1993), Jose Rey interprète l'inspecteur Corelli. Dans Basic Instinct et Jade, les deux personnages sont  an Assistant District Attorney in San Francisco.